# Otto Mütze
Otto Mütze (* 26. Juli 1886; † im 20. Jahrhundert) war ein deutscher Fußballspieler.

## Karriere
Mütze gehörte der SpVgg Fürth von 1910 bis 1916 als Abwehrspieler an. Er hatte im Ostkreis, einer von vier regionalen und vom Verband Süddeutscher Fußball-Vereine organisierten Kreisligen, Punktspiele bestritten; in seiner Premierensaison ist er nachweislich in zwei zum Einsatz gekommen. In der Folgesaison, der bayernweiten A-Klasse, hatte er mit vier Toren in 16 Punktspielen zur Ostkreismeisterschaft beigetragen. Der regionale Titelgewinn berechtigte zur Teilnahme an der Endrunde um die Süddeutsche Meisterschaft, die seine Mannschaft als Drittplatzierter abgeschlossen hatte. Am Saisonende 1912/13, in der er drei Tore in 18 Punktspielen erzielt hatte, konnte der regionale Titel verteidigt werden; die Endrunde um die Süddeutsche Meisterschaft wurde als Viertplatzierter abgeschlossen. Die erneute Ostkreismeisterschaft folgte in der Saison darauf, in der er neun Punktspiele bestritten hatte. Als Sieger aus der Endrunde um die Süddeutsche Meisterschaft hervorgegangen, war er mit seiner Mannschaft erstmals auch Teilnehmer an der Endrunde um die Deutsche Meisterschaft. In dieser kam er am 3. und 17. Mai beim 2:1-Sieg über die SpVgg 1899 Leipzig-Lindenau und beim 4:3-Sieg n. V. über den Berliner BC im Viertel- und Halbfinale zum Einsatz, nicht jedoch im Finale, das am 31. Mai 1914 auf dem Viktoria-Sportplatz in Magdeburg vor rund 6000 Zuschauern mit 3:2 nach 153 Minuten (!) gegen den Titelverteidiger aus Leipzig gewonnen wurde.

## Erfolge
- Deutscher Meister 1914
- Süddeutscher Meister 1914
- Ostkreismeister 1912, 1913, 1914